# Holm, Iași
Holm este un sat ce aparține orașului Podu Iloaiei din județul Iași, Moldova, România.